# Domousnice
Domousnice (en allemand : Welisch) est une commune du district de Mladá Boleslav, dans la région de Bohême-Centrale, en République tchèque. Sa population s'élevait à 266 habitants en 2020.

## Géographie
Domousnice se trouve à 5 km au sud-sud-ouest de Dolní Bousov, à 14,5 km à l'est de Mladá Boleslav et à 59 km au nord-est de Prague.
La commune se compose de deux sections séparées par la commune de Řitonice. La section principale est limitée par Řitonice au nord, par Dolní Bousov et Veselice à l'est, par Rokytňany, Rabakov et Ujkovice au sud, par Lhotky à l'ouest et par Petkovy au nord-ouest. La seconde section est limitée par Dolní Bousov au nord-ouest, par Rohatsko au nord, par Dolní Bousov à l’est, par Řitonice au sud et par Petkovy à l’ouest.

## Histoire
La première mention écrite de la localité date de 1290.

## Administration
La commune se compose de deux quartiers :
- Domousnice
- Skyšice

## Transports
Par la route, Domousnice se trouve à 7 km de Dolní Bousov, à 15,5 km de Mladá Boleslav et à 72 km du centre de Prague.